# Irish Press
Die Irish Press war eine 1931 gegründete Tageszeitung in Dublin, die das Sprachrohr der Fianna-Fáil-Partei war. Ihr Leserkreis waren vor allem die nationalistischen, d. h. anti-britischen, Kreise.

## Geschichte
Die erste Ausgabe der Irish Press erschien am 5. September 1931. Der Parteivorsitzende und seit 1932 Taoiseach Éamon de Valera, die politisch dominierende Figur seines Landes bis zu seinem Tode, war als Direktor an der Firma beteiligt und gab den Redakteuren gerne persönlich vor, was sie wie über ihn und seine Regierung zu berichten hatten. Ausländische Diplomaten betrachteten das Blatt als offiziöses Regierungsorgan.
Ende der 1930er-Jahre erreichte die Zeitung die zweithöchste Auflage irischer Tageszeitungen nach dem Irish Independent. Als Herausgeber fungierte zu dieser Zeit der Rechtsanwalt William Sweetman. 1942 wurden täglich 108.000 Exemplare verkauft.

### Zensur 1939–1945
Nachdem bereits im konservativen Śaorstat Éireann von 1922 bis 1938 Zensur bestanden hatte, wurde die Pressefreiheit nach der schnellen Verabschiedung des Ermächtigungsgesetzes (Emergency Powers Act) am 3. September 1939 und den Durchführungsbestimmungen abgeschafft. Anfangs übte sich die irische „Prawda“ (James Dillon) in Selbstzensur und legte wenig Material der Zensurbehörde vor. Der oberste Pressezensor Michael Knightley war jedoch mit Sweetman verfeindet und nützte seine Position aus, was zu Schikanevorwürfen durch die Irish Press führte. Einige der Journalisten, die als pro-deutsch galten, wurden vom Militärgeheimdienst G2 überwacht. Ab 12. Oktober 1944 mussten zeitweise sämtliche Photos zur Vorzensur vorgelegt werden, von Januar 1945 an dann die Filmbesprechungen. Nach Aufhebung der Zensur am 12. Mai 1945 war die Irish Press, wieder ganz Parteiblatt, die einzige Tageszeitung, die die Zensur als eine Maßnahme, die Defätismus verhindern geholfen habe, verteidigte.

### Nachkriegszeit
Nachdem der Herausgeber ab 1948 zunächst Seán Lemass war, folgte ihm, als Lemass Taoiseach wurde, der Sohn des Präsidenten, Vivion de Valera, von 1959 bis 1981 nach. Der letzte Herausgeber war ab 1987 Hugh Lambert († 2005).
Douglas Gageby berichtete für die Press aus Nachkriegsdeutschland. Zu einem der wichtigsten Features wurde New Irish Writings, begründet von David Marcus. Der redaktionelle Kurs war wieder pro-katholisch und konservativ.
Als Sonntagsblatt erschien von 1949 bis 1995 die Sunday Press, die zu ihrer besten Zeit 1967/68 eine Auflage von 457.000 Exemplaren erreichte.
Ein weiterer Ableger war die Abendausgabe Evening Press; sie erschien vom 1. September 1954 bis 1995. Die höchste erreichte Auflage war in den 1960er-Jahren 175.000. Sehr beliebt waren die Cartoons von Till (George O’Callaghan), von denen zwischen 1956 und 1992 über 10.000 erschienen.
Der Verlag Irish Press Ltd. ging am 25. Mai 1995 in Konkurs; alle drei Blätter wurden eingestellt. 600 Beschäftigte verloren ihre Arbeit. Die umstrukturierte Firma hält heute Anteile am Lokalradio.